# أوسكار بريسينو
أوسكار بريسينو (بالإسبانية: Óscar Briceño) (6 سبتمبر 1985 في كولومبيا - ) هو لاعب كرة قدم كولومبي في مركز الهجوم. شارك مع منتخب كولومبيا لكرة القدم. أما مع النوادي، فقد لعب مع مينيروس دو غويانا ونادي ميلوناريوس ونادي موناغاس الرياضي وديبورتيس توليما وAlianza Atlético ‏ ونادي هيريديانو.

## مسيرته الكروية
لعب أوسكار بريسينو خلال مسيرته الاحترافية مع 8 أندية في سبعة عشر موسمًا وسجل خلالها 43 هدفًا ضمن 305 مباراة. ولم يفز بأي موسم بالكأس وفاز في موسم واحد بالدوري.
خاض أوسكار بريسينو مسيرته مع نادي ديبورتيس توليما في موسم 2003 ليلعب معه أربعة مواسم، مشاركًا في 95 مباراة سجل خلالها 18 هدفًا. ثم انتقل إلى نادي ميلوناريوس في عامي 2007-2009 في المرة الأولى ولمدة موسمين ثم ما بين عامي 2009 و2010 لمدة موسم واحد، حيث شارك طوالها في 37 مباراة سجل خلالها 3 أهداف. لينتقل بعدها إلى نادي هيريديانو في موسم 2008–09 ولمدة موسمين، مشاركًا في 38 مباراة سجل خلالها 9 أهداف. ثم انتقل إلى Alianza Atlético ‏ ما بين عامي 2010 و2011 لمدة موسم واحد، مشاركًا في 9 مباريات ولم يسجل أي هدف. هذا وانتقل لاحقًا إلى نادي موناغاس الرياضي في موسم 2010–11 ولمدة موسمين، مشاركًا في 41 مباراة سجل خلالها 5 أهداف. ثم انتقل بعدها إلى نادي مينيروس دو غويانا في موسم 2012–13 لمدة موسم واحد، مشاركًا في 18 مباراة سجل خلالها 3 أهداف. ليعود وينتقل من جديد، لكن هذه المرة إلى Deportivo Anzoátegui S.C. ‏ في موسم 2013–14 ولمدة موسمين، مشاركًا في 40 مباراة سجل خلالها 4 أهداف. لينتقل بعدها إلى نادي ديبورتيفو باستو في عامي 2015-2017 ولمدة موسمين، مشاركًا في 27 مباراة سجل خلالها هدفًا واحدًا.

## وصلات خارجية
- أوسكار بريسينو على موقع الاتحاد الدولي (مؤرشف)  (الإنجليزية)
- أوسكار بريسينو على موقع قاعدة بيانات كرة القدم.إي يو (الإنجليزية)
- أوسكار بريسينو على موقع ناشيونال فوتبول تيمز (الإنجليزية)
- أوسكار بريسينو على موقع Soccerway.com (الإنجليزية)
- أوسكار بريسينو على موقع AS.com (الإسبانية)